# Çərəcə
Çərəcə è un comune dell'Azerbaigian situato nel distretto di Göyçay. Conta una popolazione di 985 abitanti.